# Adam Ithamar Marian Koch
Adam Ithamar Marian Koch (11. března 1834 – 24. února 1900) byl evangelický duchovní.
Působil jako farář v Chebu v letech 1863-1900. Roku 1874 byl zvolen seniorem západočeského seniorátu a. v. V letech 1890-1900 zastával úřad superintendenta a. v. v Čechách.